# Aniwa (hrabstwo Shawano)
Aniwa – wieś w Stanach Zjednoczonych, w stanie Wisconsin, w hrabstwie Shawano.